# Druhá vláda Viliama Širokého
Druhá vláda Viliama Širokého existovala v období od 12. prosince 1954 do 11. července 1960. Většina členů vlády byli členové KSČ, bylo v ní však i pět zástupců jiných politických stran národní fronty a to: 2 zástupci strany lidové, 2 zástupci strany socialistické a jeden zástupce strany slovenské obrody.

## Složení vlády
| Portfej                                                                                       | Ministr                    | Člen strany | Člen strany | Nástup do úřadu   | Odchod z úřadu    |
| --------------------------------------------------------------------------------------------- | -------------------------- | ----------- | ----------- | ----------------- | ----------------- |
| Předseda vlády                                                                                | Viliam Široký              |             | KSČ         | 12. prosince 1954 | 11. července 1960 |
| První náměstek                                                                                | Jaromír Dolanský           |             | KSČ         | 12. prosince 1954 | 11. července 1960 |
| První náměstek                                                                                | Alexej Čepička             |             | KSČ         | 12. prosince 1954 | 25. dubna 1956    |
| Náměstek/kyně předsedy vlády                                                                  | Václav Kopecký             |             | KSČ         | 12. prosince 1954 | 11. července 1960 |
| Náměstek/kyně předsedy vlády                                                                  | Ludmila Jankovcová         |             | KSČ         | 12. prosince 1954 | 11. července 1960 |
| Náměstek/kyně předsedy vlády                                                                  | Václav Škoda               |             | KSČ         | 12. prosince 1954 | 16. června 1956   |
| Náměstek/kyně předsedy vlády                                                                  | Karel Poláček              |             | KSČ         | 12. prosince 1954 | 5. dubna 1958     |
| Náměstek/kyně předsedy vlády                                                                  | Rudolf Barák               |             | KSČ         | 6. března 1959    | 11. července 1960 |
| Náměstek/kyně předsedy vlády                                                                  | Otakar Šimůnek             |             | KSČ         | 6. března 1959    | 11. července 1960 |
| Ministr vnitra                                                                                | Rudolf Barák               |             | KSČ         | 12. prosince 1954 | 11. července 1960 |
| Ministr národní obrany                                                                        | Alexej Čepička             |             | KSČ         | 12. prosince 1954 | 25. dubna 1956    |
| Ministr národní obrany                                                                        | Bohumír Lomský             |             | KSČ         | 25. dubna 1956    | 11. července 1960 |
| Ministr místního hospodářství                                                                 | Jozef Kyselý               |             | SSO         | 12. prosince 1954 | 1. dubna 1958     |
| Ministr zdravotnictví                                                                         | Josef Plojhar              |             | ČSL         | 12. prosince 1954 | 11. července 1960 |
| Ministr stavebnictví                                                                          | Emanuel Šlechta            |             | ČSS         | 12. prosince 1954 | 16. června 1956   |
| Ministr stavebnictví                                                                          | Oldřich Beran              |             | KSČ         | 16. června 1956   | 11. července 1960 |
| Ministr zahraničních věcí                                                                     | Václav David               |             | KSČ         | 12. prosince 1954 | 11. července 1960 |
| Ministr financí                                                                               | Július Ďuriš               |             | KSČ         | 12. prosince 1954 | 11. července 1960 |
| Ministr vnitřního obchodu                                                                     | František Krajčír          |             | KSČ         | 12. prosince 1954 | 17. ledna 1959    |
| Ministr vnitřního obchodu                                                                     | Ladislav Brabec            |             | KSČ         | 17. ledna 1959    | 11. července 1960 |
| Ministr lesů a dřevařského průmyslu                                                           | Josef Krosnář              |             | KSČ         | 12. prosince 1954 | 16. červen 1956   |
| Ministryně výkupu                                                                             | Božena Machačová-Dostálová |             | KSČ         | 12. prosince 1954 | 16. červen 1956   |
| Ministr strojírenství (od 15. října 1955 těžkého průmyslu)                                    | Karel Poláček              |             | KSČ         | 12. prosince 1954 | 15. října 1955    |
| Ministr strojírenství (od 15. října 1955 těžkého průmyslu)                                    | Jan Bukal                  |             | KSČ         | 15. října 1955    | 1. srpna 1957     |
| Ministr strojírenství (od 15. října 1955 těžkého průmyslu)                                    | Josef Reitmajer            |             | KSČ         | 1. srpna 1957     | 11. července 1960 |
| Ministr kultury                                                                               | Ladislav Štoll             |             | KSČ         | 12. prosince 1954 | 11. července 1960 |
| Ministr potravinářského průmyslu (od 16. června 1956 potravinářského průmyslu a výkupu)       | Jindřich Uher              |             | KSČ         | 12. prosince 1954 | 11. července 1960 |
| Ministr státní kontroly                                                                       | Oldřich Beran              |             | KSČ         | 12. prosince 1954 | 15. října 1955    |
| Ministr státní kontroly                                                                       | Michal Bakuľa              |             | KSČ         | 15. října 1955    | 16. června 1956   |
| Ministr státní kontroly                                                                       | Josef Krosnář              |             | KSČ         | 16. června 1956   | 11. července 1960 |
| Ministr paliv a energetiky (od 30. května 1955 paliv)                                         | Josef Jonáš                |             | KSČ         | 12. prosince 1954 | 11. července 1960 |
| Ministr hutního průmyslu a rudných dolů                                                       | Josef Reitmajer            |             | KSČ         | 12. prosince 1954 | 1. srpna 1957     |
| Ministr hutního průmyslu a rudných dolů                                                       | Václav Černý               |             | KSČ         | 1. srpna 1957     | 11. července 1960 |
| Ministr zemědělství (od 16. června 1956 zemědělství a lesního hospodářství)                   | Marek Smida                |             | KSČ         | 12. prosince 1954 | 15. října 1955    |
| Ministr zemědělství (od 16. června 1956 zemědělství a lesního hospodářství)                   | Vratislav Krutina          |             | KSČ         | 15. října 1955    | 16. června 1956   |
| Ministr zemědělství (od 16. června 1956 zemědělství a lesního hospodářství)                   | Michal Bakuľa              |             | KSČ         | 16. června 1956   | 6. března 1959    |
| Ministr zemědělství (od 16. června 1956 zemědělství a lesního hospodářství)                   | Lubomír Štrougal           |             | KSČ         | 6. března 1959    | 11. července 1960 |
| Ministr spravedlnosti                                                                         | Jan Bartuška               |             | KSČ         | 12. prosince 1954 | 16. června 1956   |
| Ministr spravedlnosti                                                                         | Václav Škoda               |             | KSČ         | 16. června 1956   | 11. července 1960 |
| Ministr zahraničního obchodu                                                                  | Richard Dvořák             |             | KSČ         | 12. prosince 1954 | 17. ledna 1959    |
| Ministr zahraničního obchodu                                                                  | František Krajčír          |             | KSČ         | 17. ledna 1959    | 11. července 1960 |
| Ministr školství (od 16. června 1956 školství a kultury)                                      | František Kahuda           |             | KSČ         | 12. prosince 1954 | 11. července 1960 |
| Ministr lehkého průmyslu (od 16. června 1956 ministryně spotřebního průmyslu)                 | Alois Málek                |             | KSČ         | 12. prosince 1954 | 16. června 1956   |
| Ministr lehkého průmyslu (od 16. června 1956 ministryně spotřebního průmyslu)                 | Božena Machačová-Dostálová |             | KSČ         | 16. června 1956   | 11. července 1960 |
| Ministr spojů                                                                                 | Alois Neuman               |             | ČSS         | 12. prosince 1954 | 11. července 1960 |
| Ministr pracovních sil                                                                        | Václav Nosek               |             | KSČ         | 12. prosince 1954 | 22. července 1955 |
| Ministr pracovních sil                                                                        | Josef Tesla                |             | KSČ         | 15. října 1955    | 31. července 1957 |
| Ministr dopravy                                                                               | Antonín Pospíšil           |             | ČSL         | 12. prosince 1954 | 8. ledna 1958     |
| Ministr dopravy                                                                               | František Vlasák           |             | KSČ         | 8. ledna 1958     | 11. července 1960 |
| Ministr chemického průmyslu                                                                   | Jozef Púčik                |             | KSČ         | 12. prosince 1954 | 11. července 1960 |
| Ministr energetiky (od 1. dubna 1958 energetiky a vodního hospodářství)                       | František Vlasák           |             | KSČ         | 30. května 1955   | 8. ledna 1958     |
| Ministr energetiky (od 1. dubna 1958 energetiky a vodního hospodářství)                       | Antonín Pospíšil           |             | ČSL         | 8. ledna 1958     | 11. července 1960 |
| Ministr přesného strojírenství                                                                | Václav Ouzký               |             | KSČ         | 15. října 1955    | 15. října 1958    |
| Ministr automobilového průmyslu a zemědělských strojů                                         | Emil Zatloukal             |             | KSČ         | 15. října 1955    | 15. října 1958    |
| Ministr státních statků                                                                       | Marek Smida                |             | KSČ         | 15. října 1955    | 16. června 1956   |
| Ministr všeobecného strojírenství                                                             | Karel Poláček              |             | KSČ         | 15. října 1958    | 11. července 1960 |
| Ministr bez portfeje                                                                          | Zdeněk Nejedlý             |             | KSČ         | 12. prosince 1954 | 11. července 1960 |
| Ministr bez portfeje                                                                          | Július Maurer              |             | KSČ         | 12. prosince 1954 | 16. června 1956   |
| Ministr bez portfeje                                                                          | Josef Tesla                |             | KSČ         | 31. července 1957 | 6. března 1959    |
| Ministr bez portfeje                                                                          | Václav Ouzký               |             | KSČ         | 15. října 1958    | 9. února 1959     |
| Ministr - předseda Státního úřadu plánovacího                                                 | Otakar Šimůnek             |             | KSČ         | 12. prosince 1954 | 11. července 1960 |
| Ministr - předseda Státního výboru pro výstavbu                                               | Oldřich Beran              |             | KSČ         | 15. října 1955    | 16. června 1956   |
| Ministr - předseda Státního výboru pro výstavbu                                               | Emanuel Šlechta            |             | ČSS         | 16. června 1956   | 17. března 1960   |
| Ministr - předseda Vládního výboru pro zvelebení zemědělského, lesního a vodního hospodářství | Jozef Kyselý               |             | SSO         | 15. října 1958    | 11. července 1960 |
| Ministr - předseda Státního výboru pro rozvoj techniky                                        | Václav Ouzký               |             | KSČ         | 9. února 1959     | 11. července 1960 |